# Bedingungslose positive Wertschätzung
Die bedingungslose positive Wertschätzung ist eine der drei Grundhaltungen der klientenzentrierten Psychotherapie und Beratung, mit welcher dem Ratsuchenden oder leidenden Klienten begegnet wird. Diese Grundhaltung wird realisiert durch vorbehaltsloses Annehmen der Person, gerade auch mit ihren Besonderheiten und Schwierigkeiten. Sie bedeutet wesentlich, dass die Person durch den Therapeuten so akzeptiert wird, wie sie sich selbst sieht. Die weiteren zwei Grundhaltungen der klientenzentrierten Psychotherapie und Beratung sind die Empathie und die Kongruenz. 
Innerhalb der humanistisch geprägten Psychologie (Abraham Maslow, Fritz Perls, Carl Rogers etc.) gilt das Bedürfnis nach „bedingungsloser positiver Wertschätzung/Beachtung“ als eines der grundlegenden psychologischen Bedürfnisse überhaupt, welches der Mensch aufgrund seiner Angewiesenheit auf Mitmenschen (Relationalität der Person) stets zu befriedigen sucht. 
Im Rahmen der Personzentrierten Psychologie (Carl Rogers) ist nebst der Aktualisierungstendenz das Bedürfnis nach bedingungsloser positiver Wertschätzung ein das Verhalten organisierendes, übergeordnetes Bedürfnis des Menschen. Wenn günstige Umweltbedingungen die Befriedigung dieses übergeordneten Bedürfnisses zulassen, dann ist der Mensch im Streben nach Entfaltung seiner Möglichkeiten grundsätzlich konstruktiv, rational und sozial. In ungünstigen Umständen verfügt er in einer gegebenen Situation über viele Formen und Mechanismen, um seine Existenz, inkl. seine Selbstachtung, aufrechtzuerhalten. Dies kann zu Blockierungen, seelischen Störungen und Hemmungen oder zu destruktivem, irrationalem und asozialem Verhalten führen.